# Sơn Thiên Đại Súc

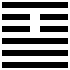
Trận đồ quẻ Sơn thiên đại súc

Quẻ Sơn Thiên Đại Súc, đồ hình |||::| còn gọi là quẻ Đại Súc (大畜 da4 chu4), là quẻ thứ 26 trong Kinh Dịch.
- Nội quái là ☰ (||| 乾 qian2) Càn hay Trời (天).
- Ngoại quái là ☶ (::| 艮 gen4) Cấn hay Núi (山).

Giải nghĩa: Tụ dã. Tích tụ. Chứa tụ, súc tích, lắng tụ một chỗ, dự trữ, đựng, để dành. Đồng loại hoan hội chi tượng: đồng loại hội họp vui vẻ, cục bộ.